# Dark Kadima Kabangu
Dark Kadima Kabangu (1993. június 15. –) kongói válogatott labdarúgó.

## Sikerei, díjai
Budapest Honvéd
- NB I
  - bajnok (1): 2016–17[1]

## Mérkőzései a kongói válogatottban
| #  | Dátum                | Ellenfél     | Eredmény | Kiírás          | Esemény     |
| -- | -------------------- | ------------ | -------- | --------------- | ----------- |
| 1. | 2014. szeptember 10. | Sierra Leone | 2 – 0    | ANK-selejtező   | 71'         |
| 2. | 2020. november 17.   | Angola       | 1 – 0    | ANK-selejtező   | 80'         |
| 3. | 2021. január 17.     | Kongó        | 1 – 0    | ANB csoportkör  | 60'         |
| 4. | 2021. január 21.     | Líbia        | 1 – 1    | ANB csoportkör  | 57'         |
| 5. | 2021. január 25.     | Niger        | 2 – 1    | ANB csoportkör  | 27' 72' 78' |
| 6. | 2021. január 30.     | Kamerun      | 1 – 2    | ANB negyeddöntő | 80'         |